# (37648) 1994 EV6
1994 EV6 (asteroide 37648) é um asteroide da cintura principal. Possui uma excentricidade de 0.09240290 e uma inclinação de 5.33373º.
Este asteroide foi descoberto no dia 9 de março de 1994 por Eric Walter Elst em Caussols.